# Mike Napoli
Pour les articles homonymes, voir Napoli.
Michael Anthony Napoli (né le 31 octobre 1981 à Hollywood, Floride, États-Unis) est un joueur de premier but, auparavant receveur, ayant évolué dans la Ligue majeure de baseball de 2006 à 2017.
Il a fait partie de l'équipe des Red Sox de Boston championne de la Série mondiale 2013.

## Carrière

### Angels de Los Angeles

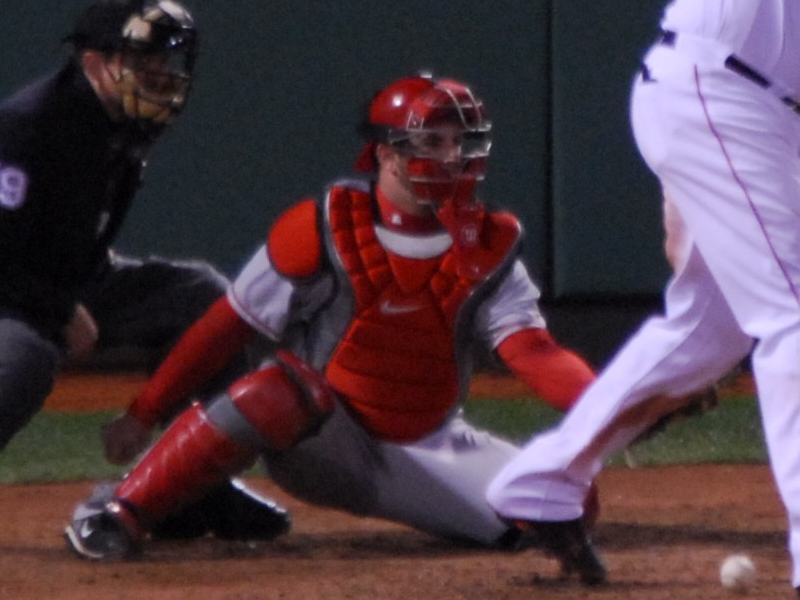
Mike Napoli derrière le marbre avec les Angels.

Après des études secondaires à la Charles Flanagan High School de Pembroke Pines (Floride), Mike Napoli est repêché le 5 juin 2000 par les Angels d'Anaheim. Il passe six saisons en Ligues mineures avant d'effectuer ses débuts en Ligue majeure le 4 mai 2006. Il profite de la blessure de Jeff Mathis pour faire son entrée dans l'effectif actif comme doublure du titulaire José Molina. Les bonnes prestations de Napoli lui permettent de rapidement s'imposer comme titulaire.
Mis en concurrence avec Mathis en 2009, Napoli s'impose comme un frappeur plus régulier tandis que Mathis s'avère plus consistant au niveau défensif. Napoli joue 18 parties comme frappeur désigné pendant l'absence sur blessure du titulaire Vladimir Guerrero.
En 2010, Napoli dispute légèrement plus de matchs au poste de premier but qu'à celui de receveur. À cette dernière position, il partage encore une fois le travail avec Jeff Mathis. En offensive, il réussit des sommets personnels de 26 circuits et 68 points produits.

### Rangers du Texas

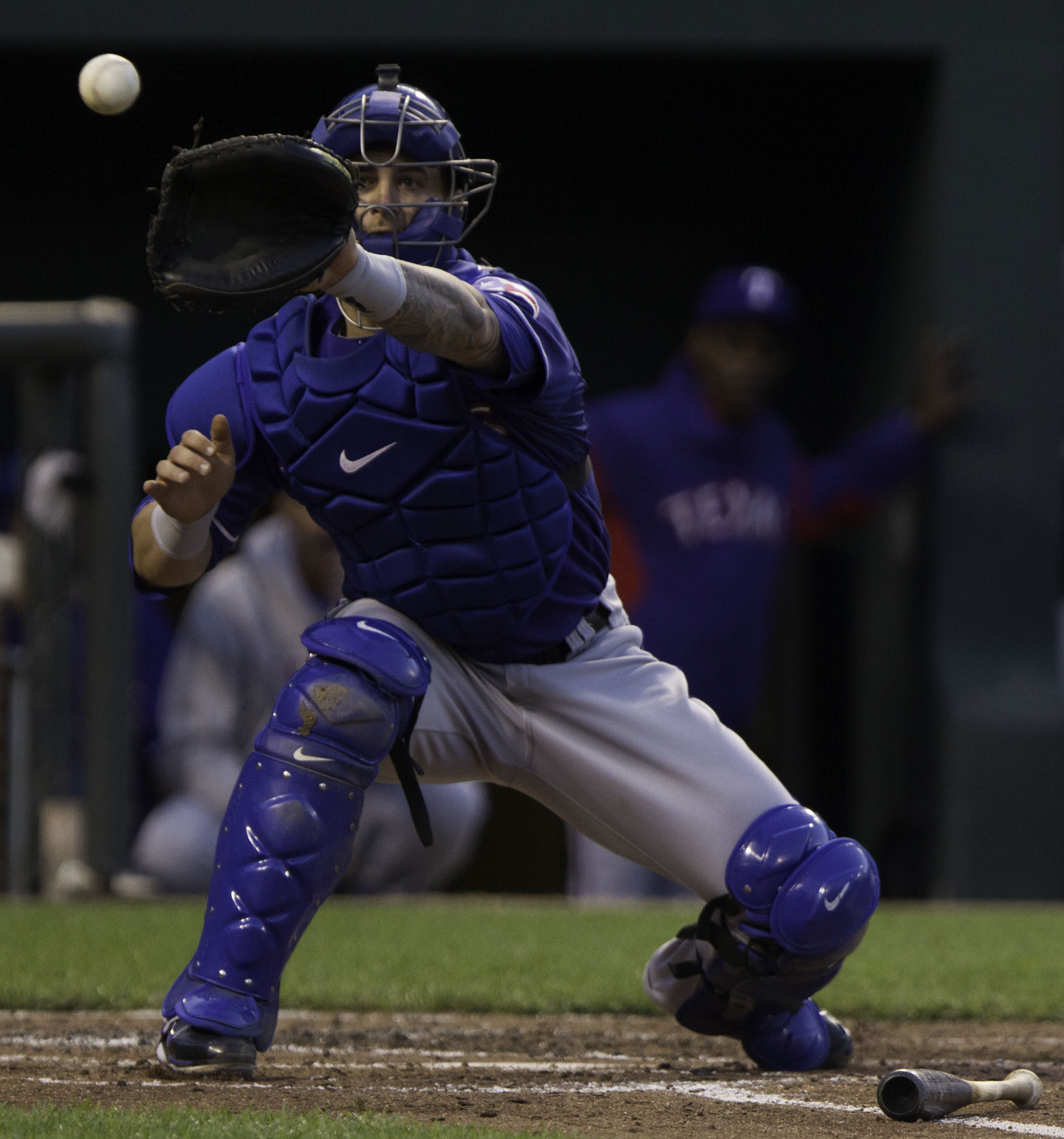
Mike Napoli en 2012 avec les Rangers.

Le 21 janvier 2011, les Angels échangent Napoli et le joueur de champ extérieur Juan Rivera aux Blue Jays de Toronto en retour du voltigeur Vernon Wells. Cinq jours plus tard, les Jays transfèrent Napoli aux Rangers du Texas en retour du lanceur droitier Frank Francisco et d'une somme d'argent.

#### Saison 2011
En 113 parties jouées pour sa nouvelle équipe en 2011, Napoli frappe pour une moyenne au bâton de ,320. Ceci lui aurait valu le 6e rang de la Ligue américaine, mais ses 432 apparitions au bâton sont moins que le minimum de 502 requis pour se qualifier au titre de champion frappeur de la ligue. Sa moyenne de puissance de ,631 aurait aussi été la meilleure de la ligue s'il avait atteint le minimum requis. Avec 30 circuits, Napoli est ex aequo au 10e rang de l'Américaine et il produit 75 points.

##### Séries éliminatoires
Napoli connaît de formidables séries éliminatoires. Il frappe pour ,357 de moyenne au bâton avec un circuit et quatre points produits en Série de divisions contre les Rays de Tampa Bay. Après le troisième match de la série le 3 octobre, partie dans laquelle le receveur des Rangers claque un circuit, vole un but et épingle un coureur adverse en tentative de vol, le gérant des Rays, Joe Maddon, déclare que c'est « l'année du Napoli » (« It's the Year of the Napoli, man, »).
Les Rangers éliminent les Rays. Au tour éliminatoire suivant, la Série de championnat de la Ligue américaine contre les Tigers de Détroit, Napoli réussit sept coups sûrs en 24 présences officielles au bâton (moyenne au bâton de ,292) et marque six points en six matchs. 
Il garde cependant le meilleur pour la fin : en Série mondiale 2011, Napoli frappe sept coups sûrs en sept matchs (moyenne au bâton de ,350) dont deux circuits. Sa moyenne de puissance s'élève de plus à ,700. Avec 10 points produits, il établit un record de franchise pour un joueur des Rangers en Série mondiale et égale la marque de Yogi Berra (10 points produits en Série mondiale 1956) pour un receveur. Il est le 6e joueur de l'histoire à faire compter au moins 10 points en finale, avec seulement deux de moins que le recordman Bobby Richardson qui établit le record dans la Série mondiale de 1960.
Dans le 5e match de finale contre les Cardinals de Saint-Louis, Napoli brise l'égalité de 2-2 en fin de huitième manche avec un double les buts remplis qui donne aux Rangers une victoire de 4-2. Il réalise de plus deux belles pièces de jeu défensive, retirant deux fois Allen Craig des Cardinals en tentative de vol,.

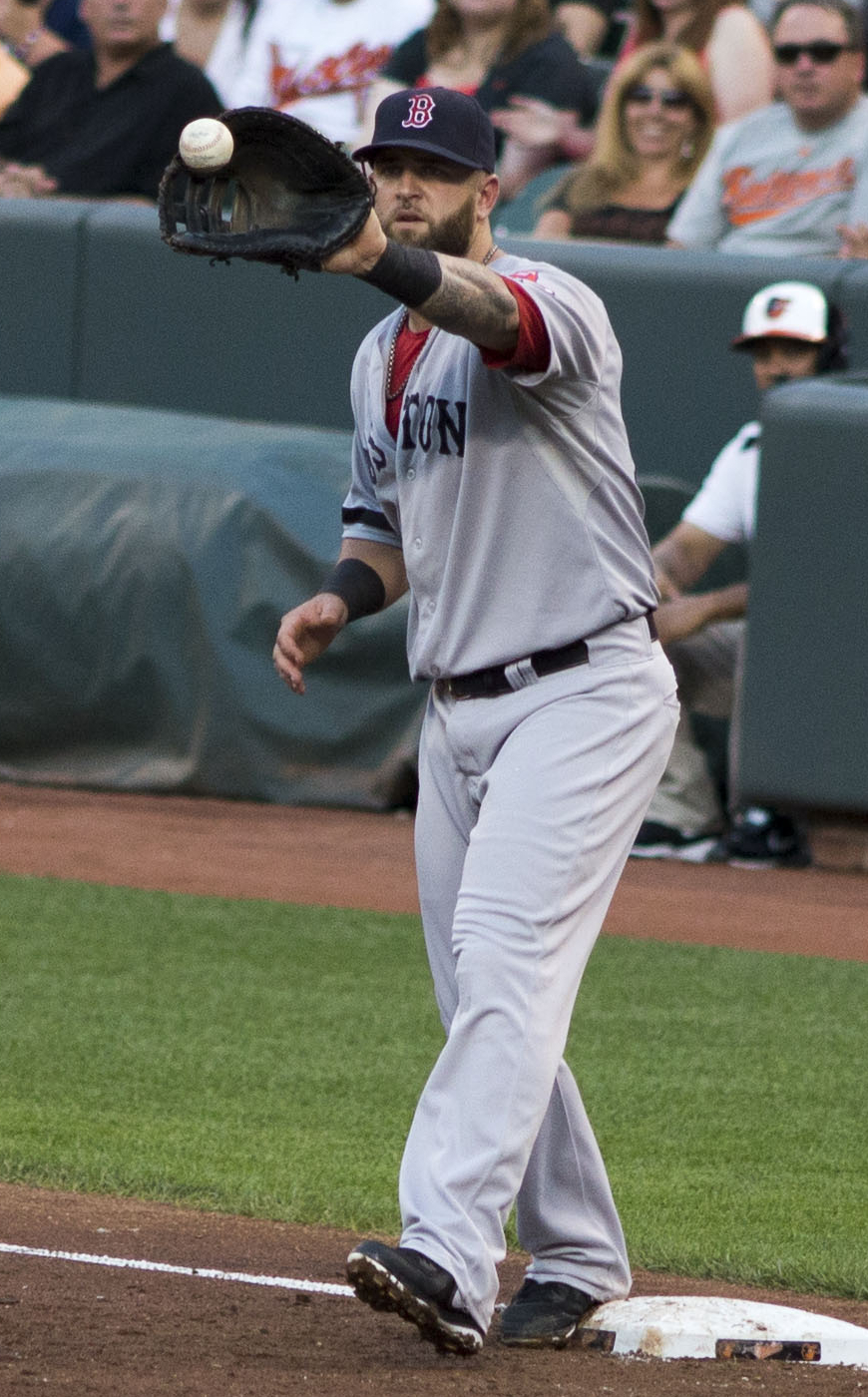
Mike Napoli en 2013 avec les Red Sox de Boston.

Il est considéré favori au titre de joueur par excellence de la Série mondiale,, advenant une victoire de Texas et certains croient même qu'il aurait pu devenir l'un des rares à remporter le prix dans une défaite de son équipe. Mais cela ne se produit pas : les Cardinals gagnent la Série mondiale dans la limite de sept matchs et David Freese de Saint-Louis est plutôt choisi meilleur joueur de la finale. Napoli joue le 7e match de Série mondiale en dépit d'une blessure à la cheville droite subie en contournant le deuxième but dans la rencontre précédente.

#### Saison 2012
La deuxième saison de Napoli chez les Rangers est décevante alors que sa moyenne au bâton passe de ,320 à ,227. En revanche, il frappe 24 circuits et produit 56 points en 108 parties. Son contrat avec Texas se termine et il devient agent libre.

### Red Sox de Boston
À la fin 2012, Napoli s'entend sur les termes d'un contrat avec les Red Sox de Boston. Cependant, la nouvelle n'est pas rendue officielle avant plus de 50 jours, car l'équipe a des craintes au sujet de la santé de l'ancien receveur des Rangers. Un problème appelé ostéonécrose aseptique qui affecte la hanche de Napoli inquiète l'équipe, mais le 22 janvier 2013, les Red Sox annoncent enfin qu'une entente d'une saison a été conclue et que Napoli devrait être le joueur de premier but de l'équipe au cours de la saison qui approche.

### Retour au Texas
Le 7 août 2015, les Red Sox échangent Napoli à son ancienne équipe, les Rangers du Texas.
Il frappe pour ,295 avec 5 circuits en 35 matchs pour Texas, terminant sa saison 2015 avec 18 circuits, 50 points produits et une moyenne au bâton de ,224 en 133 matchs joués au total avec les Red Sox et les Rangers. Il participe aux éliminatoires 2015 avec Texas, et en 4 matchs frappe un coup sûr et soutire deux buts-sur-balles en 9 passages au bâton.

### Indians de Cleveland
Le 5 janvier 2016, Napoli signe avec les Indians de Cleveland un contrat de 7 millions de dollars pour un an.
À 34 ans, Napoli frappe 34 circuits et 101 points produits, de nouveaux sommets en carrière, pour Cleveland en 2016.
Napoli est très populaire à Cleveland durant l'année où l'équipe remporte le titre de la Ligue américaine et joue en Série mondiale 2016. Un partisan du club qui est abonné de saison, Nate Crowe, se présente aux matchs à Cleveland avec une affiche, puis un t-shirt, sur lesquels sont écrits les mots « Party at Napoli's » (« la fête chez Napoli », en français). Popularisé sur les réseaux sociaux, incluant ceux gérés par le club de Cleveland, l'intérêt est manifeste pour ces t-shirts, même portés par les joueurs. Ils sont mis en vente et les profits sont versés aux hôpitaux de la région ; en octobre 2016, quelque 200 000 de dollars, incluant des sommes versées par Napoli lui-même, avaient été données aux œuvres charitables.

### Troisième séjour chez les Rangers
Le 16 février 2017, Mike Napoli signe un contrat d'un an avec l'une de ses anciennes équipes, les Rangers du Texas.

## Statistiques
| Saison | Équipe    | G   | AB   | R   | H   | 2B | 3B | HR | RBI | SB | BA    |
| ------ | --------- | --- | ---- | --- | --- | -- | -- | -- | --- | -- | ----- |
| 2006   | LA Angels | 99  | 268  | 47  | 61  | 13 | 0  | 16 | 42  | 2  | 0,228 |
| 2007   | LA Angels | 75  | 219  | 40  | 54  | 11 | 1  | 10 | 34  | 5  | 0,247 |
| 2008   | LA Angels | 78  | 227  | 39  | 62  | 9  | 1  | 20 | 49  | 7  | 0,273 |
| 2009   | LA Angels | 114 | 382  | 60  | 104 | 22 | 1  | 20 | 56  | 3  | 0,272 |
| 2010   | LA Angels | 140 | 453  | 60  | 108 | 24 | 1  | 26 | 68  | 4  | 0,238 |
| Totaux | Totaux    | 506 | 1549 | 246 | 389 | 79 | 4  | 92 | 249 | 21 | 0,251 |

| Saison | Équipe    | G  | AB | R | H | 2B | 3B | HR | RBI | SB | BA    |
| ------ | --------- | -- | -- | - | - | -- | -- | -- | --- | -- | ----- |
| 2007   | LA Angels | 3  | 6  | 0 | 1 | 0  | 0  | 0  | 0   | 0  | 0,167 |
| 2008   | LA Angels | 4  | 12 | 3 | 3 | 0  | 0  | 2  | 4   | 0  | 0,250 |
| 2009   | LA Angels | 7  | 13 | 1 | 2 | 1  | 0  | 0  | 0   | 0  | 0,154 |
| Totaux | Totaux    | 14 | 31 | 4 | 6 | 1  | 0  | 2  | 4   | 0  | 0,194 |

Note : G = Matches joués ; AB = Passages au bâton; R = Points ; H = Coups sûrs ; 2B = Doubles ; 3B = Triples ; 
HR = Coup de circuit ; RBI = Points produits ; SB = Buts volés ; BA = Moyenne au bâton.